# Pénzügytan
A pénzügytan kiterjed a gazdasági és a pénzügyi politika elméleti és gyakorlati kapcsolatára, az állam pénzügyi tevékenységének összességére, a monetáris rendszer (bankok, biztosítók és az egyéb pénzügyi tevékenységek stb.) működésére, azaz a pénzügyi politika két alrendszerének (fiskális és monetáris) összefüggéseire, a pénz- és tőkepiac funkcionálásának feltételeire, valamint a vállalatok, vállalkozások, gazdálkodó szervezetek és egyéb gazdasági alanyok pénzügyeire (jövedelmek és felhalmozások képzésére, felhasználására, beruházásokra és befektetésekre) stb.
Célszerű a makro- és a mikroszintet megkülönböztetni a közöttük felismerhető és bizonyos tekintetben lényegesen eltérő sajátosságok alapján. Így
- a makroszintű pénzügytan tárgyát a pénzelméleti megközelítések, a gazdaság- és a pénzügyi politika viszonyának meghatározása, valamint a fiskális és a monetáris politika feladatainak a körvonalazása képezi; míg
- a mikroszintű pénzügytan a vállalatok, vállalkozások, a különböző gazdálkodó szervezetek és gazdasági alanyok teljes körű pénzügyi tevékenységére terjed ki.